# بلستان
بلستان (به ترکی آذربایجانی: Bilistan) یک منطقهٔ مسکونی در جمهوری آذربایجان است که در شهرستان اسماعیل‌لی واقع شده‌است.